# Etalon-ellenállás
Az etalon-ellenállás nagy pontosságú ohmos ellenállás, melynek értéke általában nem kerek érték. Jellemzője a nagy pontosság, az időbeni stabilitás. Azonos értékű ellenállások sorozatban gyártása esetén hídkapcsolásban ezzel hasonlítják össze a gyártandó ellenállást.

## Az ellenállás anyaga
1. Az anyagukkal szemben követelmény, hogy a vörösrézhez és a bronzhoz képest ne adjanak termofeszültséget és kontaktusfeszültséget.
2. A hőmérséklet-változás hatására bekövetkező ellenállás-változásuk legyen kicsi, és ismert.
3. Legyen az idő múlásával tartós, állékony, időben stabil.

Ezeknek a feltételeknek két anyag felel meg
1. Weston-féle manganin (82% Cu, 12% Ni és 4% Mn)
2. Arany-króm ötvözet (kb. 96% Au és 4% Cr)

A gyakorlatban az előbbi az elterjedtebb.

## Kialakítása
A kis ellenállású, sík lemezből készült etalon-ellenállások induktív reaktanciája elhanyagolható. A tekercsnek kialakítottak minden esetben a készülékben szükségesnek megfelelő. Így ha a bemérendő ellenállás váltakozóáramú körben is működtetve van, az etalon-ellenállások bifiláris vagy osztott bifiláris (Chaperon-féle) tekercseléssel készülnek. Ettől függetlenül a bemérésük egyenáramú körben történik.
Az elkészült etalon-ellenállást a külső behatásoktól való védelem érdekében védőburkolattal látják el. A burkolat megfelelő mechanikai védelmet kell, hogy biztosítson az etalon-ellenállás számára. A burkolatnak nagy szigetelési ellenállású anyagból kell készülnie (pl. makrolon).
A kis ellenállású, ~10 Ω alatti ellenállásoknál minden esetben négyvezetékes méréshez van kialakítva. Hasonlóan a normálellenállásokhoz külön az áram hozzávezetés, és külön a potenciálpontokhoz. Az etalon-ellenállás kivezetése illeszkedjen a híd bemenetéhez a gyors cserélhetőség, és a kivezetések sorrendje felcserélhetőségének megakadályozására.

## Stabilizálása
A tekercselt és beszabályozott ellenállás védőburkolatba kerül. Kb. 120-140 °C-ra melegítve 6-24 órán át öregbítik (feszültségmentesítik). Az öregbítéshez igen jó eredménnyel jár az ellenálláspéldányok néhány µm amplitúdójú rázása, pl. 50 Hz-es váltakozó árammal, tehát 100 Hz mechanikai frekvenciával (óránként 0,36 millió rázás) Az öregbítés után darabonként ellenőrzik, ha szükséges újrahitelesítik.

## Minőségi előírások
1. Értéke legalább egy nagyságrenddel legyen pontosabb, mint a gyártandó ellenállás értéke
2. Értéke legyen időben stabil. Tényleges ellenállását legalább évente szükséges ellenőrizni.